# ФК Паулиста
Фудбалски клуб Паулиста (порт. Paulista Futebol Clube) је бразилски фудбалски клуб из Жундијаија, у Сао Паолу, основан 17. маја 1909. године.